# スーパープライスシリーズ
スーパープライスシリーズとはかつてセレンから発売されていたプレイステーション用ゲームソフトのシリーズ。シリーズ内の各作品は麻雀や花札などシンプルな内容ではあったが定価が950円（税別）と破格であった。

## 作品リスト

### 第一弾
2001年7月12日に発売。
- 麻雀
- ビリヤード
- 牌牌

### 第二弾
2002年1月24日に発売。
- リバーシ
- ブロック＆スイッチ
- 花札